# 開運!招福!炎天歌
「開運！招福！炎天歌」（かいうん しょうふく えんてんか）はアース・スター ドリームの楽曲。2017年8月16日に5thシングルとして発売された。

## 概要
表題曲は『てーきゅう 9期』のエンディングテーマとして起用されており、シリーズ唯一のエンディングテーマとなる。和のビートを刻みながらホイッスルが鳴り響く夏らしいハイテンションな曲となっており、衣装も祭を意識したものになっている。
歌詞にはメンバーの名前が入っている。また、『てーきゅう』が早口アニメであることから、それに合わせて歌自体も早口になっている。
発売後、グループ自己最高チャートをあげるも、同年末でアース・スター ドリームが活動休止したため、今作を以って最後のリリースとなった。

## 収録曲
| #         | タイトル                                                                                         | 作詞      | 作曲・編曲 | 時間  |
| --------- | ------------------------------------------------------------------------------------------------ | --------- | ---------- | ----- |
| 1.        | 「開運！招福！炎天歌」                                                                           | 桑原永江  | 渡部チェル | 4:12  |
| 2.        | 「アース・スター ドリーム 神曲メドレー」(とってもサファリ、ファッとして桃源郷、細胞プロミネンス) |           |            | 4:50  |
| 3.        | 「開運！招福！炎天歌 (Instrumental)」                                                            |           |            | 4:12  |
| 合計時間: | 合計時間:                                                                                        | 合計時間: | 合計時間:  | 13:14 |